# Rabo Saminou
Rabo Kabara Saminou Gado (ur. 23 maja 1986 w Agadezie) – nigerski piłkarz grający na pozycji bramkarza.

## Kariera klubowa
Karierę piłkarską Saminou rozpoczął w klubie Sahel SC ze stolicy Nigru, Niamey. W 2004 roku zadebiutował w jego barwach w pierwszej lidze nigerskiej. W 2006 roku zdobył z Sahel SC Puchar Nigru, a w 2007 roku został mistrzem Nigru.
W 2007 roku Saminou został zawodnikiem nigeryjskiego zespołu Enyimba FC. W 2009 roku sięgnął z Enyimbą po Puchar Nigerii. Z kolei w sezonie 2009/2010 wywalczył z nią tytuł mistrza Nigerii.
W 2010 roku Saminou przeszedł z Eniymby do kameruńskiego Cotonsportu Garua. W sezonie 2009/2010 został z Cotonsportem mistrzem Kamerunu, a w sezonie 2010/2011 był piłkarzem marokańskiego FUS Rabat. Latem 2011 Saminou wrócił do Sahel SC. Zdobył z nim dwa Puchary Nigru w sezonach 2011/2012 i 2013/2014. W 2015 zakończył karierę.

## Kariera reprezentacyjna
W reprezentacji Nigru Saminou zadebiutował 2 września 2006 roku w przegranym 0:2 meczu kwalifikacji do Pucharu Narodów Afryki 2008 z Nigerią, rozegranym w Abudży. W 2012 roku został powołany do kadry na Puchar Narodów Afryki 2012, a w 2013 na Puchar Narodów Afryki 2013. Od 2006 do 2013 wystąpił w kadrze narodowej 8 razy.